# Pub rock
Genres dérivés
Punk rock, new wave, Mod revival, Oi!, Britpop
Le pub rock est un genre de musique rock apparu au début et au milieu des années 1970 au Royaume-Uni. Il se présente comme une réponse au rock progressif et au glam rock. À ses débuts, les concerts de pub rock se donnaient de préférence dans les petits pubs et les clubs plutôt que dans les grands stades. Le genre est le catalyseur de la scène punk rock britannique.

## Caractéristiques

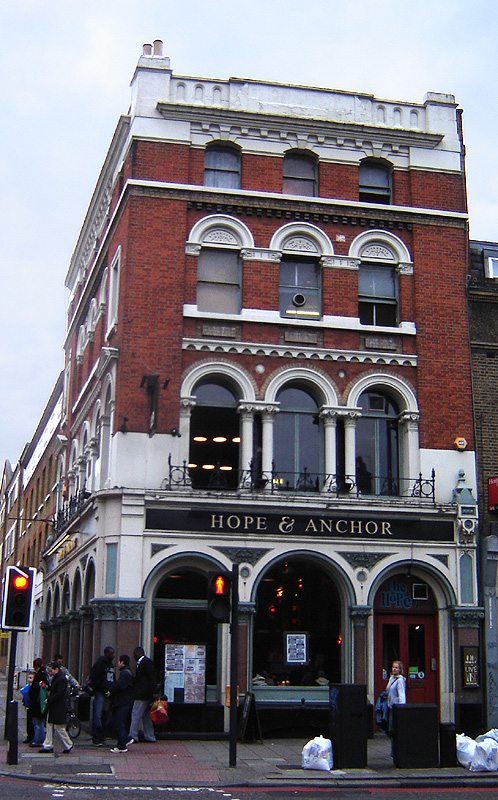
The Hope et Anchor à Islington, un lieu emblématique du pub rock.

Le pub rock est délibérément puriste et post-glam. Les musiciens portent généralement des costumes, à la façon d'employés de bureau venus s'encanailler au pub en sortant du travail. Le groupe pionnier du mouvement, Dr. Feelgood, est emblématique de ce look. Les groupes semblaient menaçants, « comme les méchants dans la série télévisée The Sweeney [Regan en français]. » Les groupes de pub rock comme Dr. Feelgood, Kilburn and the High Roads et Ducks Deluxe jouaient du rhythm and blues simple et « mono » dans la tradition des groupes britanniques comme The Rolling Stones et les Yardbirds, avec des guitares saturées et des chants. Une minorité de groupes jouaient du funky soul (Kokomo, Clancy, Cado Belle) ou du country rock (The Kursaal Flyers, Chilli Willi and the Red Hot Peppers).
Le pub rock était principalement écouté en live. Au sommet de sa popularité entre 1972 et 1975, le genre ne compte qu'un seul single ayant atteint le top 20 (How Long?, du groupe Ace), et tous les groupes réunis ne dépassent pas les 150 000 albums vendus. La plupart des groupes souffrent de la transition entre pubs et enregistrement en studio, où ils se révèlent incapables de reproduire leur son particulier. La caractéristique première du genre est, comme son nom l'indique, le pub.

## Histoire
Les membres d’Eggs over Easy, un groupe américain de country rock, deviennent les précurseurs du mouvement lorsqu'ils transgressent les limites du jazz imposées par le pub Tally Ho de Kentish Town, en mai 1971. Ils parviennent à marquer des esprits tels que Nick Lowe. Ils sont par la suite rejoints par des groupes londoniens comme Bees Make Honey, Max Merritt and the Meteors, Ducks Deluxe, The Amber Squad et Brinsley Schwarz.
Les groupes jouaient dans des pubs victoriens. En 1974, le pub rock devient la scène musicale la plus significative de Londres. À cette époque, il semble que chaque grand pub londonien privilégiait la musique en live. Le Hope and Anchor, à Islington, qui organisera le Front Row Festival fin 1977, est l'un des premiers. Les pionniers du mouvement sont les membres du groupe Dr. Feelgood, originaires d'Essex. En automne 1975, ils sont suivis par des groupes comme The Stranglers, Roogalator, Eddie and the Hot Rods, Kilburn and the High Roads, et The 101'ers. Le pub rock est rapidement dépassé par l'explosion du punk britannique. Certains musiciens parviennent à faire la transition en s'intégrant dans de nouveaux groupes, comme Joe Strummer, Ian Dury et Elvis Costello. Selon Nostalgia Central, « le pub rock se serait fait tuer par le punk, mais sans ça il n'y aurait eu aucune scène punk en Grande-Bretagne. » Cependant, Wilko Johnson a une opinion personnelle sur le pub rock : « Il y a des pubs, il y a du rock, et il y a (eu) du rock dans les pubs. Mais pas du pub rock. »

## Principaux groupes
- The 101'ers (avec Joe Strummer)
- Ace
- Any Trouble (en)
- Bazooka Joe
- Be Bop Deluxe
- Bees Make Honey (en)
- Brinsley Schwarz
- Cado Belle (en)
- Chilli Willi and the Red Hot Peppers (en)
- The Cheetahs
- Clancy (en)
- The Count Bishops (en)
- The Coventry Automatics
- Dr. Feelgood
- Ducks Deluxe
- Ian Dury & the Blockheads
- Eddie & the Hot Rods
- Eggs over Easy (en)
- The (Hammersmith) Gorillas
- Help Yourself
- The Inmates
- The Jam
- Wilko Johnson & His Solid Senders
- Mickey Jupp
- Kilburn and the High Roads (en)
- Kokomo (en)
- Kursaal Flyers
- Lew Lewis (en) and his Band
- Lew Lewis Reformer
- Nick Lowe
- Max Merritt (en) & The Meteors
- The Motors
- Nine Below Zero
- The Plastic Flies
- Rockpile
- Roogalator
- Starry Eyed And Laughing (en)
- The Stranglers
- Sean Tyla (en) / Tyla Gang
- Wreckless Eric

## Lieux emblématiques
- The Admiral Jellicoe, Canvey Island
- The Brecknock, Camden Town
- The Bull and Gate, Kentish Town
- The Cock Tavern, Kilburn
- The Cricketers, Kennington
- The Dingwalls, Camden Town
- The Dublin Castle, Camden Town
- The Duke of Lancaster, Barnet
- The Golden Lion, Fulham
- The Greyhound, Fulham
- The Half Moon, Putney
- The Half Moon, Herne Hill
- The Hope et Anchor, Islington
- The Kensington, près d'Olympia
- The Lord Nelson, Islington
- The Nashville, West Kensington
- The Newlands Tavern, Nunhead
- The Pegasus Pub, Green Lanes
- The Pied Bull, Angel
- The Red Cow, Hammersmith
- The Red Lion, Leytonstone
- The Rochester Castle, Stoke Newington
- The Roundhouse, Dagenham
- The Sir George Robey, Finsbury Park
- The Tally Ho, Kentish Town
- The Torrington, Finchley
- The Windsor Castle, Westminster